# Balatonfüredi Yacht Club
A Balatonfüredi Yacht Club vagy röviden BYC Magyarország első és a hazai sportéletet mai napig meghatározó vitorlás egyesülete. Az 1867-es alapítása óta több olimpikont és Kékszalag-nyertes sportolót nevelt ki utánpótlásprogramja és a Magyar Vitorlás Szövetség egyesületi ranglistáján a legsikeresebb klubok egyike.

## Története
A Balaton-Füredi Yacht Egyletet magyar főurak alapították 1867. március 16-án. Ez hazánk első vitorlásklubja és a 4. legrégibb, ma is létező sportegyesülete. Első elnöke gróf Batthyány Ödön volt, aki Angliában vitorlázott és versenyeket is nyert.
A hazai vitorlássport szárnybontogatását segítette, hogy 1881-ben egy angol hajóépítő, Richard Young a klubház tőszomszédságában felhúzott műhelyében elkezdte építeni az első vitorlás hajókat. Ez lett a balatonfüredi hajógyár alapja.

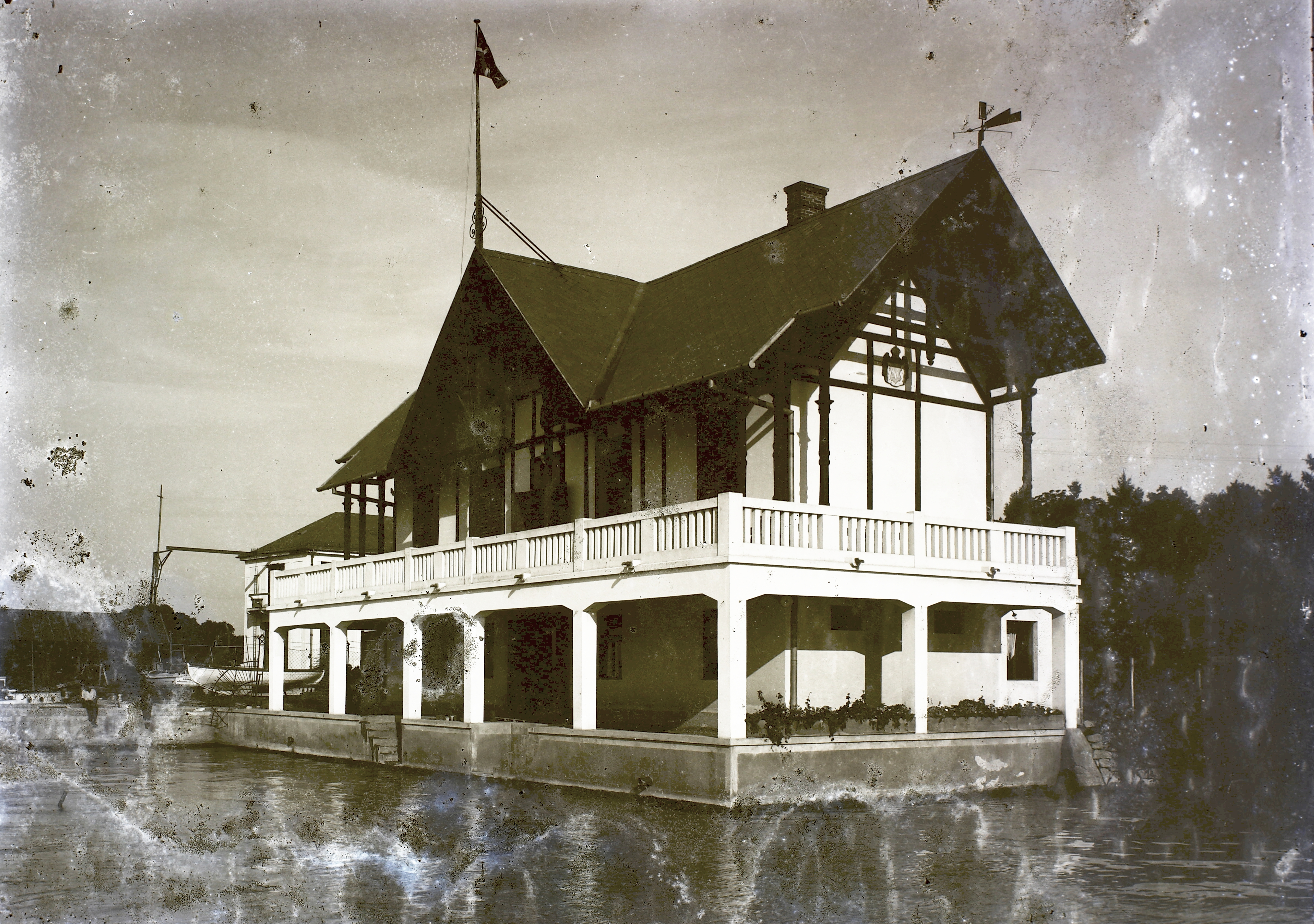
A Hauszmann-féle klubház (ma Vitorlás étterem és Vitorlázeum), mögötte Young hajóépítő műhelye

1884. szeptember 14-én az egylet újjáalakult Stefánia Yacht Egylet néven, herceg Esterházy Mihály commodorságával. Ekkor épült Hauszmann Alajos tervei alapján a történelmi klubház, a jelenlegi helyéhez képest pár méterre a sólya túloldalán.
1912. június 24-én az egylet nevet változtatott Magyar Yacht Clubra, de a következő évben megint nevet cseréltek, és belügyminiszteri engedéllyel és királyi jóváhagyással a Királyi Magyar Yacht Club (KMYC) nevet vették fel. A KMYC versenyzői vettek részt először ötkarikás játékokon vitorlázásban, az 1928-as amszterdami olimpián.
A második világháborút követően 1948-ban a Belügyminisztérium minden társadalmi szervezetet feloszlatott, így történt ez a KMYC esetében is. A klubház és az ingatlan kezelői jogát a Balatoni Hajózási Munkás Sport Egyesületnek adta át. Ennek a klubnak az alapítója és szervezője Németh István volt, aki az 1948-ban megalakult Országos Társadalmi Vitorlás Szövetség elnöke is lett. 1951-ben az egyesület neve Balatonfüredi Vasas SC lett. A balatonfüredi klub és versenyzői nagyon sokat tettek ezekben az időkben a magyar vitorlássportért. Ebben segítséget jelentett a füredi hajógyár is, mely több hajóosztály hazai gyártásával tette lehetővé a sportág fejlődését.
Az 1955-ös Kékszalagon a Nemere II. 75-ös cirkálóval Németh István és legénysége 59 évig fennálló időrekordot ért el. Ezt a rekordot csak 2014-ben sikerült megdönteni.
Tolnay László 1960-ban finn dingi osztályban részt vett a római olimpián. 1962-ben a Tolnay–Simon páros a II. világháború utáni első magyar tengeri győzelmet hozta el Warnemündéből csillaghajó osztályban. 1968-ban Tolnay és ifj. Farkas László csillaghajóban indultak a mexikói olimpián.

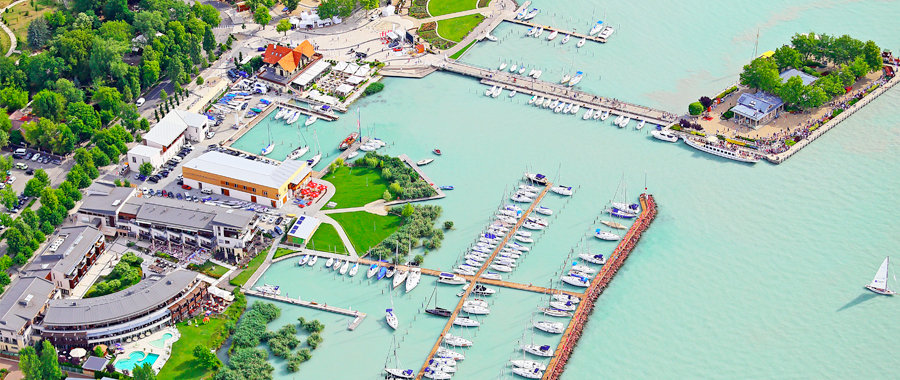
A klub és a kikötő 2018-ban

Az 1980-as évektől kezdődött az utánpótlás képzése szervezett formában, sportiskolai keretek között. 1985-ben a Ganz Danubius Hajó-és Darugyár név-változtatásával az egyesület neve is megváltozott Ganz Hajó Balatonfüredi SE-re.
A rendszerváltás évében, 1990. április 22-én az egyesület közgyűlése új alapszabályt és új nevet szavazott meg, megalakult a Balatonfüredi Sport Club, mely hat szakosztályt foglalt magában. Az egyesület elnökének egy vitorlázót, Simon Károlyt választották meg.
Az 1996-os sporttörvénynek köszönhetően a sportingatlanok egy meghatározott részét a kezelők tulajdonába adták. A vitorlázók az önállósodás gondolatát vetették fel, és hosszú előkészítő tárgyalások után a vízi túrázókkal együtt kiváltak a BSC-ből, és megalapították a Balatonfüredi Yacht Club közhasznú szervezetet. Elnöke Lettner Adorján lett.